# Michael Vink
Michael Vink (Christchurch, 22 november 1991) is een Nieuw-Zeelands wielrenner die als beroepsrenner in 2023 en 2024 reed voor UAE Team Emirates. In 2014 won hij het eindklassement van de New Zealand Cycle Classic. Als junior reed hij ook op de baan.

## Overwinningen
2010
 Nieuw-Zeelands kampioen tijdrijden, Beloften
2011
 Nieuw-Zeelands kampioen op de weg, Beloften
2012
 Nieuw-Zeelands kampioen tijdrijden, Beloften
 Nieuw-Zeelands kampioen op de weg, Beloften
 Nieuw-Zeelands kampioen op de weg, Elite
7e etappe Ronde van Southland
2e etappe Tour de Vineyards
Eindklassement Tour de Vineyards
2013
 Nieuw-Zeelands kampioen tijdrijden, Beloften
1e en 2e etappe Ronde van Canterbury
Memorial Philippe Van Coningsloo
2014
1e etappe New Zealand Cycle Classic
Eindklassement New Zealand Cycle Classic
3e etappe Ronde van Canterbury
Eindklassement Ronde van Canterbury
2015
 Nieuw-Zeelands kampioen tijdrijden, Elite
 Nieuw-Zeelands kampioen op de weg, Elite
2016
2e etappe Saint-Brieuc Agglo-Tour
Proloog, 4e en 6e etappe Ronde van Southland
2017
6e etappe Ronde van Southland
2018
3e etappe en eindklassement Ronde van Southland
2e etappe Ronde van Tasmanië
2019
Proloog en eindklassment Ronde van Southland

## Resultaten in voornaamste wedstrijden
|      | \| Jaar \| Gent-Wevelgem \| Luik-Bast.‑Luik \| Waalse Pijl \| Parijs-Tours \| \| ---- \| ------------- \| --------------- \| ----------- \| ------------ \| \| 2023 \| \| opgave \| opgave \| \| \| 2024 \| opgave \| \| \| 83e \| |                 |             |              |
| Jaar | Gent-Wevelgem | Luik-Bast.‑Luik | Waalse Pijl | Parijs-Tours |
| 2023 | | opgave          | opgave      |              |
| 2024 | opgave |                 |             | 83e          |

## Ploegen
- 2010 –  Subway-Avanti
- 2011 –  Trek Livestrong U23
- 2013 –  Team Budget Forklifts (vanaf 1-11)
- 2014 –  Team Budget Forklifts
- 2015 –  CCT p/b Champion System
- 2018 –  Brisbane Continental Cycling Team
- 2019 –  St George Continental Cycling Team
- 2020 –  St George Continental Cycling Team
- 2021 –  St George Continental Cycling Team
- 2022 –  Bolton Equities Black Spoke Pro Cycling
- 2023 –  UAE Team Emirates
- 2024 –  UAE Team Emirates

Anderson · Evans · Horgan · Juel · Kauffmann · Kerrison · Loft · McCarthy · Ockerby · Prete · Vink · Williams · Windsor · Wohler
Barry · Gough · Horgan · Kerrison · Nankervis · Prete · Roe · Simpson · Talbot · Vink · Williams · Witmitz · Wohler
Džervus · Flahaut · Gadgaard · Geerts · Ghistelinck · Goovaerts · Haggerty · Koishi · Spragg · S.Tokuda · T.Tokuda · Vink · Weber · Wills · Zenovich · Verschuere (stagiair)
Beikoff · Butler · Edwards · Kerby · Martin · Neumann · Noble · Robinson · Smith · Thomas · Vink · White
Berwick · Calder · Cameron · Cavanagh · Dinham · Dutton · Gandy · Hubbard · Kennett · Law · Quick · Reardon · Strong · Vink · Wiggins · Zenovich
Berwick · Bettles · Cavanagh · Dutton · Gandy · Harvey · Heaney · Kennett · Quick · Reardon · Vink · Wiggins · Yates · Zenovich
Bettles · Cavanagh · Crome · Dutton · Gandy · Harvey · Hamish Keast · Kennett · O'Donnell · Reardon · Vink · Zenovich
Ackermann · Almeida · Ayuso · Bax · Bennett · Bjerg · Christen (vanaf 1/8) · Covi · Fisher-Black · Formolo · Gibbons · Groß · Großschartner · Hirschi · Hodeg · Laengen · Majka · McNulty · Molano · Novak · I. Oliveira · R. Oliveira · Pogačar · Polanc (tot 15/5) ·  Soler · Trentin · Ulissi · Vine · Vink · Wellens · Yates · Glivar (stagiair)
Almeida · Arrieta · Ayuso · Baroncini · Bax · Bjerg · Christen · Covi · del Toro · Fisher-Black · Großschartner · Hirschi · Hodeg · Laengen · Majka · McNulty · Molano · Morgado · Novak · I. Oliveira · R. Oliveira · Pogačar · Politt · Sivakov · Soler · Ulissi · Vine · Vink · Wellens · Yates